# 黄滑狐蛤
黄滑狐蛤（学名：Acesta rathbuni），是莺蛤目狐蛤科Acesta的一种。主要分布于台湾，常栖息在深海。